# Angi Vera (film)
Az Angi Vera egy 1978-ban készült és 1979. február 8-án bemutatott színes magyar filmdráma  Vészi Endre azonos című, 1977-ben megjelent regénye alapján, Pap Veronika főszereplésével Gábor Pál rendezésében. 
1979-ben Magyarország ezt a filmet nevezte az Oscar-díjra a legjobb idegen nyelvű filmnek kategóriájába, azonban nem választották be a tágabb 10-es listába sem, de több más rangos nemzetközi filmfesztiválon sikert ért el, és számos díjat kapott, többek között a 32. Cannes-i Nemzetközi Filmfesztiválon is.

## Készítették
- Rendező: Gábor Pál
- Írta: Vészi Endre
- Zenei szerkesztő: Selmeczi György
- Operatőr: Koltai Lajos
- Gyártásvezető: Onódi György
- Jelmeztervező: Zs. Varga Éva
- Díszlettervező: Gyürky András
- Hangmérnök: Fék György

## Szereplők
| Szerep | Megjegyzés | Színész         |
| --- | --- | --------------- |
| Angi Vera | 18 éves, amikor 1948-ban egyesült a két munkáspárt, a Magyar Kommunista Párt, valamint a Magyarországi Szociáldemokrata Párt Magyar Dolgozók Pártja (MDP) néven, és belép az egyesült pártba. Ekkor segédápoló egy kórházban, de nyíltsága miatt a párt kiemeli, és pártiskolára küldi, ahol titkos szerelmi viszonyba bonyolódik a tanárával, amit önkritikusan bevall a pártgyűlésen, de Traján Anna pártfogásával megbocsát neki a párt, és újságírónak delegálják. Mindig az erősebbhez húz, 1945-ben a kórház adott számára menedéket édesanyjával, majd édesanyja halála után, akit bombatalálat ért, a most megbírált igazgató adott számára állást, és ápolónői tanfolyamra is javasolta, de a párt hatalomra kerülésével régi pártfogóját felcserélte újra. A pártiskolán Traján Anna és Muskát Mária között ingadozik, közülük ki mikor tűnik erősebbnek, és akkor bonyolódik szerelmi viszonyba a tanárával, amikor „lankad az éberség”, és Traján Anna pár napra Pestre utazik, de a második szerelmi légyottot Muskát Mária állítja le. Mind a kórházigazgatót, mind a tanárát, akik bíztak benne, vak párthűség okán tagadja meg, és árulja el őket, amiért mindig megkapja feljebbvalói elismerését. | Pap Vera        |
| Muskát Mária | művezető, öntudatos párttag, de az ő szóbeli és szexuális nyíltságát és botlásait kevéssé értékeli és bocsátja meg a párt, mint Angi Vera esetében. Szembekerül emiatt Traján Annával, aki mindent jelent róla, és őt nem emeli ki a párt végül | Szabó Éva       |
| Traján Anna | újságnál dolgozik, régi párttag, a Traján a mozgalmi neve, aki a pártfogásába veszi Angi Verát, és mivel őt főszerkesztővé nevezik ki a tanfolyam után, Angi Verát is újságírónak viszi magával | Pásztor Erzsi   |
| André István | tanár elvtárs, a pártiskola 27 éves szemináriumvezető oktatója, aki elmagyarázza az előadáson elhangzottakat. Bár elsőéves egyetemista korától a kommunista párt tagja, Traján Anna kezdettől nem bízik benne, és hangot is ad ennek a véleményének Angi Verával beszélgetve, hogy csak jó tanárnak látszik, vagy valóban az is lenne. Nős, egy gyermek édesapja, aki mivel titkos szerelmi viszonyt folytatott Angi Verával, és ez nyilvánosságra került, menesztik a tanári állásából a pártiskolán | Dunai Tamás     |
| Neubauer József | bányász, hazaszökik a pártiskolai tanfolyamról az első szabadnapon, de erőszakkal visszahozzák, és önkritikát kell gyakorolnia, így megbocsátanak neki, és bár nős és gyerekei vannak, udvarolni kezd Angi Verának, aki elutasítja a közeledését, de segít neki a tanulásban. Mértéktelen alkoholfogyasztással igyekszik levezetni a feszültségét, és kisebbrendűségi érzését elnyomni, hogy neki nem megy a tanulás, és rosszul érzi magát a pártiskolán, bár a párt ezzel „jutalmazta” a hősies ellenállását 1944-ben a németek ellen, amikor megmentették a bányát. | Horváth László  |
| Sas elvtárs | a 3 hónapos pártiskolai tanfolyam vezetője | Halász László   |
| Fordító elvtársnő | orosz–német nyelvekből, valamint angolból, amit igyekszik eltitkolni, de a párt ébersége ezt sem engedi elsikkadni az életrajzában | Bod Teri        |
| Mikusné elvtársnő | Mikus Jánosné, Teréz, szövőnő, a gyerekeit a férjére hagyta a tanfolyam alatt. Szemére veti a pártközponti küldött a félidős értékelőn, hogy túlságosan passzív. Ő erre azt válaszolja, hogy állandóan fél, nem tudja, mikor mond vagy tesz jót vagy helytelent. A pártközponti küldött elvtárs fölényesen kiosztja, hogy a félelmeket egy paraszt vagy munkás a múltból hozza, de ha egy párttag fél, akkor annak csak súlyos bűnei lehetnek. Mikusné szépen megköszöni a vezető elvtárs szavait. | Kádár Flóra     |
| kórházigazgató | Angi Vera megbírálja nyilvánosan, és szemére veti, hogy a régi rend kiszolgálója | Ráday Imre      |
| Búzási Ottó | határőr a jugoszláv–magyar határon | Varga Tibor     |
| Varjas István | az új tanár | Pathó István    |
| a párttaggyűlés elnöke | a kórházban | Baracsi Ferenc  |
| pártközponti küldött | a három hónapos párttanfolyamon részt vetteket ő értékeli határozott fölényeséggel és ridegen, egyenként a félidős párttaggyűlésen, amit André István mint régi kommunista embertelennek és megalázónak tart | Konrád Antal    |
| pártvezetőségi tag | a kórház párttaggyűlésén | Szilágyi István |
| Sugár elvtárs | zászlóaljparancsnok a Tanácsköztársaság idején, öreg partizán, a legidősebb a tanfolyamon, akinek a kemény bírálatát Muskát Mária megkritizálja, hogy hogyan lehet egy idős párttaggal így beszélni. | Vadász Zoltán   |
| Radics Ferenc | régi szociáldemokrata, aki a két párt egyesüléskor nem lépett be az MDP-be, bár nem ellenezte az egyesülést, viszont a sanyarú sorsát elpanaszolja Traján Annának, rokonléleknek gondolva, akit azért hívott be magához, mert a szomszédjai, akikhez Traján Angi Verával jött, még nem érkeztek meg. Traján Anna viszont mint jobboldali szocdemest feljelenti, és Angi Verával is aláíratja a papírt. | Kölgyesi György |
| pincérnő | a cukrászdában, ahol a tanfolyam tagjai szoktak a helyi kocsma mellett megfordulni | Gyimesi Pálma   |
| pártvezetőségi tag | titkári feladatokat lát el. ő olvassa fel a párt értékelte életrajzokat a pártiskolai tanfolyamon | Győry Franciska |
| pártvezetőségi tag | a pártiskolai tanfolyamon | Usztics Mátyás  |
| További szereplők: | |                 |
| Bars József, Borbély Vali, Bökönyi Laura, Dávid Ági, Deák Éva, Füller Dezső, Hőgye Zsuzsa, Kanalas László, Kerekes Péter, Koszta Gabi, Lamanda László, Marton Kati, Németh László, Salinger Gábor, Sánta Teréz, Szabó Annamária, Szőke Pál, Szűr Mari, Tóth Máté, Vadnai Éva. | |                 |

## Fogadtatás
„Bűnös vagy áldozat? – az ötvenes évek politikájáról szóló történetekben könnyű válaszolni erre a kérdésre. Gábor Pál filmje azonban éppen ezt a dilemmát árnyalja címszereplőjének karakterében. Angi Vera, a fiatal ápolónő őszinte és naiv teremtés; ami a szívén, az a száján? Ravasz karrierista, aki jó érzékkel alkalmazkodik a káderképző iskola elvárásaihoz? Esendő ember: ha szerelmes, odaadóan szeret; ha fél, feladja szerelmét és a szerelmet? Netán boszorkányos vamp, aki számításból csábít? Vagy csak sodródó tizennyolcéves háborús árvaként tartozni szeretne valahova, s a legerősebb apa/anyafigurához csapódik? Valamennyire mindegyik és teljességgel egyik sem – éppen ez adja a karakter és általa a korszak ábrázolásának összetettségét, drámai mélységét, ahogy ebből fakad a film máig tartó elevensége, ereje is.”

## Díjak
- FIPRESCI-díj: Rendezők Kéthete szekció – 32. Cannes-i Nemzetközi Filmfesztivál (1979)
- Arany Hugó-díj: legjobb játékfilm – Chicagói Nemzetközi Filmfesztivál (1979)
- nagydíj – Magyar Filmkritikusok Díja (1980)